# Nidia Góngora
Nidia Sofía Góngora Bonilla, conocida como Nidia Góngora  (Timbiquí, 1981-1982) es una cantora colombiana e investigadora de la música del Pacífico. Comenzó con el grupo Canalón de Timbiquí y tiene una carrera solista. Entre sus géneros musicales se encuentra la cumbia y el currulao.

## Carrera profesional
Se dedicaba a la docencia, pero la dejó para dedicarse a la música. Estudió Licenciatura en Educación Preescolar en la Universidad Santiago de Cali y fue profesora en Villarrica por 10 años. Su madre y abuela también son cantoras del Pacífico colombiano.
En 2008 conoce al productor inglés Quantic. Fue nominada al Grammy Latino por 'De mar y río' como mejor álbum folclórico. Ésta fue la primera vez que un disco del folclore Pacífico fue nominado a unos premios Grammy. Este disco reunió tres generaciones de las familias musicales de Timbiquí, Cauca.
Realizó la banda sonora de la película ‘Yo vi tres luces negras’ donde ilustra la perspectiva de la muerte en la cultura del Pacífico colombiano. 
Colaboró con  La Pacifican Power, Ondatrópica, Pacífico  Sinfónico, Bahía, AleKuma, Herencia de Timbiquí, De Palenque a Matongue y Dizzy Mandjeku, The Bongo Hop, Búho, Montoya, Malecón, Orishas entre otras.Su trabajo está comprometido con la preservación de la tradición oral y musical de su comunidad.  Ha protestado en contra de la indiferencia frente a hechos de violencia que aquejan a la comunidad negra.Góngora reivindica la música que cura, la música que nos llena de esperanza y no sólo la música para la fiesta y los excesos.
Góngora también es empresaria y sus productos se basan en tradiciones del Pacífico. Dirige una marca de viche.
El 28 de julio del 2025, Nidia Góngora fue elegida para representar a Colombia en Intervision 2025 en Moscú, Rusia.

### Premios y reconocimientos
- Nominada a Mejor álbum folclórico por 'De mar y río' [7]
- Ganadora del Premio Shock.[9]
- Personaje del año, en 2019 como afrocolombiana del año en la categoría de Música y Artes. Premio otorgado por El Espectador y La Fundación Color de Colombia.[2]
- Gobernación del Valle del Cauca le hizo un homenaje y reconocimiento por contribuir al desarrollo de la región.[2]

### Discografía
Góngora ha realizado los trabajos como solista:
- Muévelo negro /Ñanguita (álbum) - 2013.
- Que me duele (sencillo) - 2017.
- María no me llevo (sencillo) - 2017.
- Curao (álbum) - 2017.
- Mi cultura (sencillo) - 2017, con el grupo Kilates.
- Amor en Francia (EP) - 2017.
- Ojos vicheros (EP) - 2017.
- E ye ye (EP) - 2018.
- Molecular (versión Contracorriente) (sencillo - 2020, con Maréh y Alexis Díaz Pimienta.
- Yemayá (sencillo) - 2020.
- Balada borracha (sencillo) - 2021, con Quantic.
- Macumba de marea (sencillo) - 2021, con Quantic.
- Vuelve (sencillo) - 2021, con Quantic.
- Almas conectadas (álbum) - 2021, con Quantic.
- Viento y caña (sencillo) - 2023, con el Duo Mapas.
- Vamos sin miedo (sencillo) - 2023, con Ayala (IT).
- Despierta (sencillo) - 2024, con Eskorzo.
- En los manglares (sencillo) - 2024.
- Fingiendo vivir (sencillo) - 2024, con Nezoak.
- La pata coja (radio edit) (sencillo) - 2024, con The Bongo Hop.

Con su grupo, Canalón de Timbiquí ha publicado:
- Dejame subi (álbum) - 2004.
- Una sola raza (álbum) - 2011.
- Arrullando (álbum) - 2016.
- Tío Guechupesito (sencillo) - 2018.
- La casa de la compañía (sencillo) - 2019.
- De mar y río (álbum) - 2019.
- De mar y río remixes, vol. 1 (EP) - 2019.
- Din dirín din: arrullos y villancicos del Pacífico, Colombia (álbum) - 2019.